# Italochrysa nossibensis
Italochrysa nossibensis är en insektsart som först beskrevs av Navás 1928.  Italochrysa nossibensis ingår i släktet Italochrysa och familjen guldögonsländor. Inga underarter finns listade i Catalogue of Life.